# Berner Fachhochschule, Departement Soziale Arbeit
Das Departement Soziale Arbeit der Berner Fachhochschule ist das Departement für Soziale Arbeit der Berner Fachhochschule (BFH), einer Fachhochschule im Kanton Bern in der Schweiz. Das Departement bietet neben je einem Bachelor- und einem Masterstudiengang auch Weiterbildungen, Dienstleistungen und anwendungsorientierte Forschung an in den Schwerpunkten: Soziale Intervention, Soziale Organisation, Soziale Sicherheit sowie Alter. Der Hauptsitz befindet sich an der Hallerstrasse 10, Weiterbildungen finden zumeist in der Schwarztorstrasse 48 statt.

## Studiengänge
Das Departement bietet international anerkannte Bachelor- und Master-Studiengänge sowie Weiterbildungsstudiengänge wie Master of Advanced Studies (MAS), Diploma of Advanced Studies (DAS) und Certificate of Advanced Studies (CAS) an.
Folgende Bachelor- und Masterstudiengänge werden angeboten:
- Bachelor of Science in Sozialer Arbeit
- Master of Science in Sozialer Arbeit, konsekutiver Master in Kooperation mit der Hochschule Luzern (HSLU) und der Ostschweizer Fachhochschule (OST)

## Geschichte
1943 wurde der Trägerverein Bildungsstätte für Soziale Arbeit Bern gegründet. 1955 startete die Berner Abendschule, 1965 die kirchliche Schule Gwatt/Thun. 1975 fusionierten diese beiden Schulen zu den Vereinigten Schulen für Sozialarbeit Bern und Gwatt (VSSA). 1990 erlangten die VSSA den Status einer Höheren Fachschule für Sozialarbeit (HFS). 1992 wurde «dipl. Sozialarbeiter/in HFS» zu einem geschützten Titel, und ein neues Ausbildungsmodell nach Baukastensystem wurde eingeführt. 1998 wurden die VSSA als Hochschule für Sozialarbeit HSA Bern an die Berner Fachhochschule angegliedert.
2001 wurde der Fachhochschulstudiengang Soziale Arbeit von der Erziehungsdirektorenkonferenz (EDK) schweizweit anerkannt. Bei der Reorganisation der Berner Fachhochschule 2003 wurden ihre Teilschulen in sechs Departemente zusammengefasst. Die HSW Bern bildete zusammen mit der Hochschule für Sozialarbeit (HSA) und der Privaten Hochschule für Wirtschaft (PHW) das Departement Wirtschaft, Verwaltung und Soziale Arbeit. 2005 startete gemäss Bolognadeklaration der Bachelorstudiengang Soziale Arbeit, und die HSA wurde in den Fachbereich Soziale Arbeit überführt. 2006 wurde der Fachbereich Soziale Arbeit kantonalisiert. 2008 startete das konsekutive Masterstudium Soziale Arbeit. 2018 wurde der Fachbereich Soziale Arbeit zu einem eigenständigen Departement der BFH.